# Diodia angustata
Diodia angustata är en måreväxtart som beskrevs av Julian Alfred Steyermark. Diodia angustata ingår i släktet Diodia och familjen måreväxter. Inga underarter finns listade i Catalogue of Life.